# Eugenia latifolia
Eugenia latifolia là một loài thực vật có hoa trong Họ Đào kim nương. Loài này được Aubl. mô tả khoa học đầu tiên năm 1775.